# Jüdischer Friedhof (Brok)
Koordinaten: 52° 41′ 57,5″ N, 20° 51′ 11,2″ O

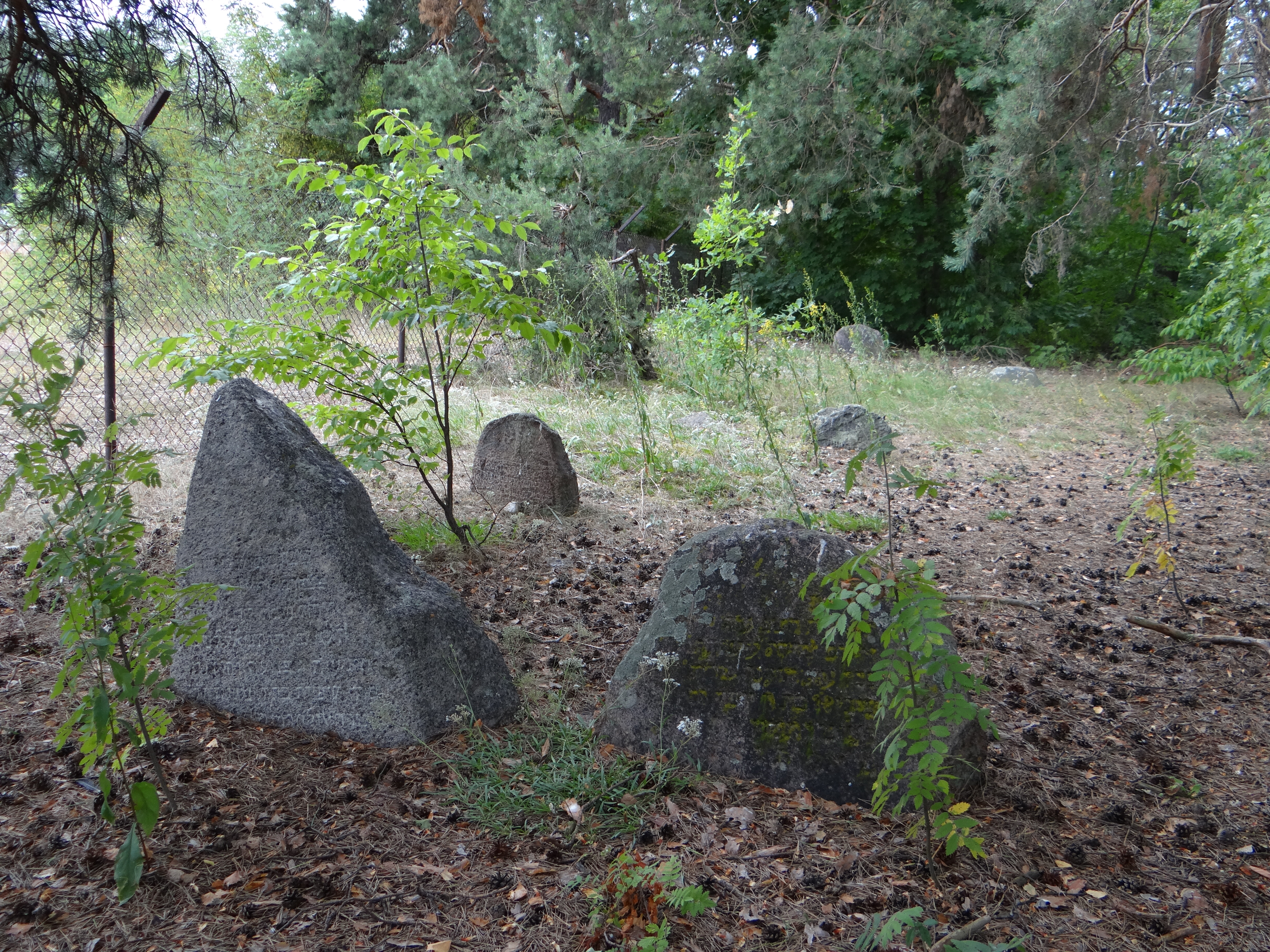
Jüdischer Friedhof in Brok

Der Jüdische Friedhof in Brok, einer polnischen Stadt in der Woiwodschaft Masowien, wurde Mitte des 19. Jahrhunderts angelegt. Der jüdische Friedhof in der Konopnickiej-Straße, in der Nähe des katholischen Friedhofs, ist ein geschütztes Kulturdenkmal.
Der Friedhof wurde während des Zweiten Weltkriegs verwüstet. 
Auf dem 5000 Quadratmeter großen Friedhof sind heute nur noch wenige Grabsteine erhalten.